# Kostelec nad Černými lesy (zámek)
Zámek Kostelec nad Černými lesy (do roku 1920 Černý Kostelec, německy Schwarzkosteletz) je někdejší šlechtické sídlo ve stejnojmenné obci v okrese Praha-východ ve Středočeském kraji.

## Historie

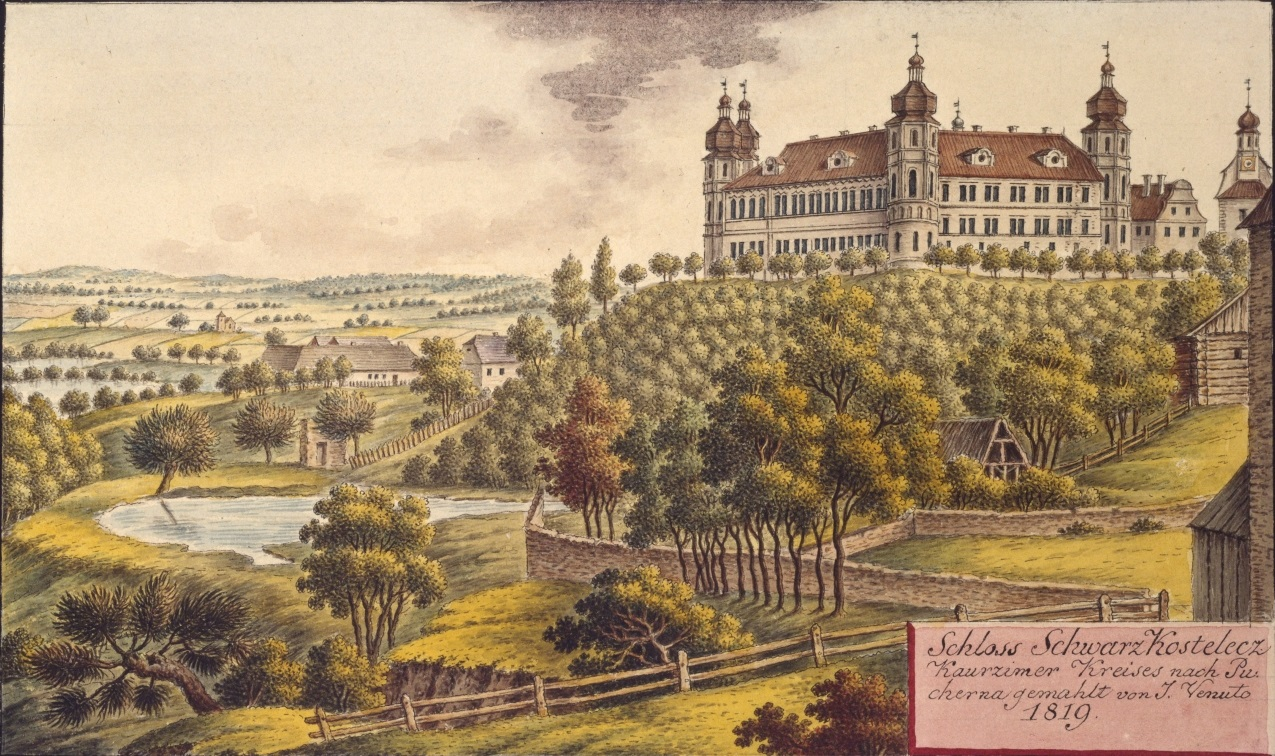
Zámek na malbě Jana Antonína Venuta z roku 1819

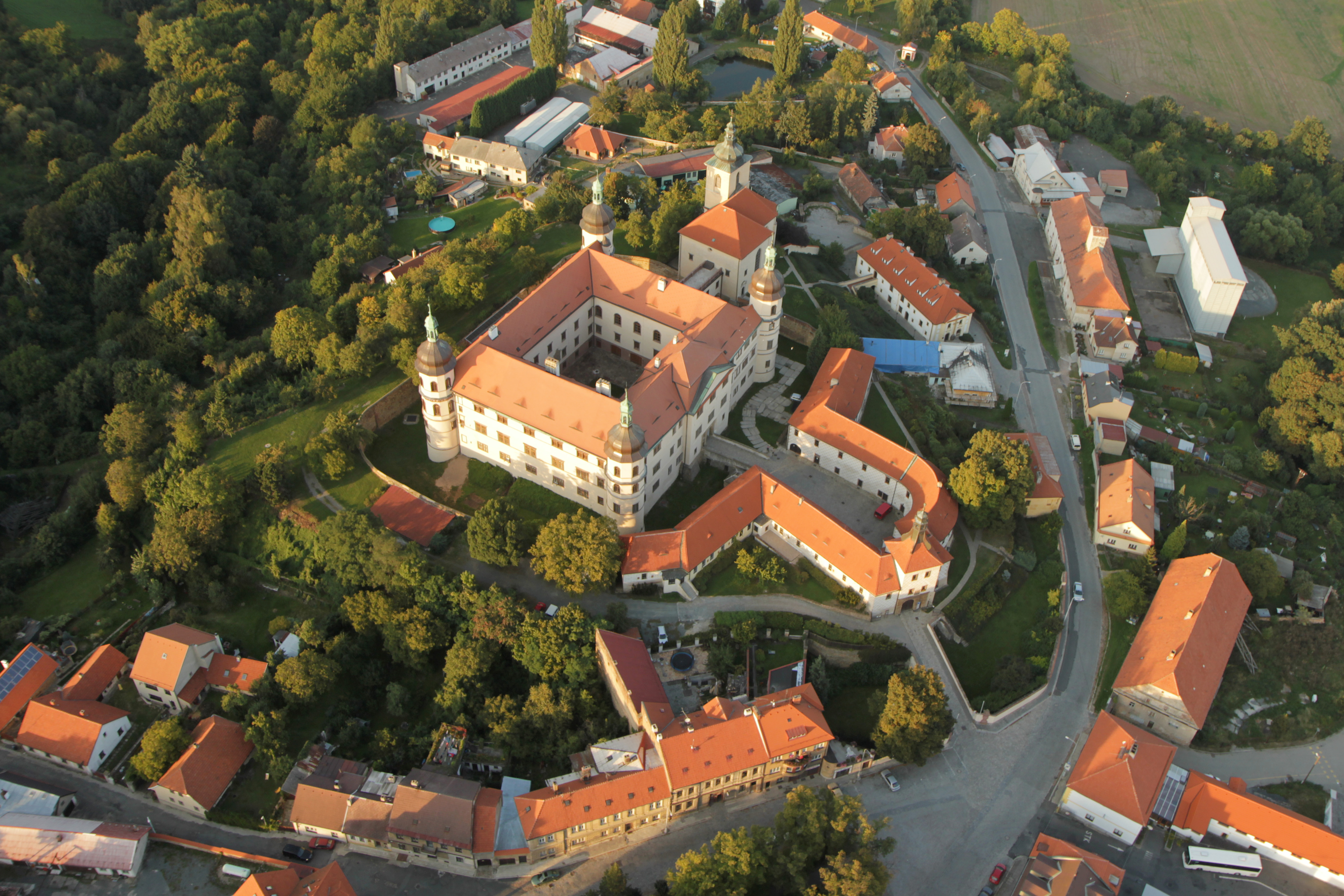
Letecký snímek zámku

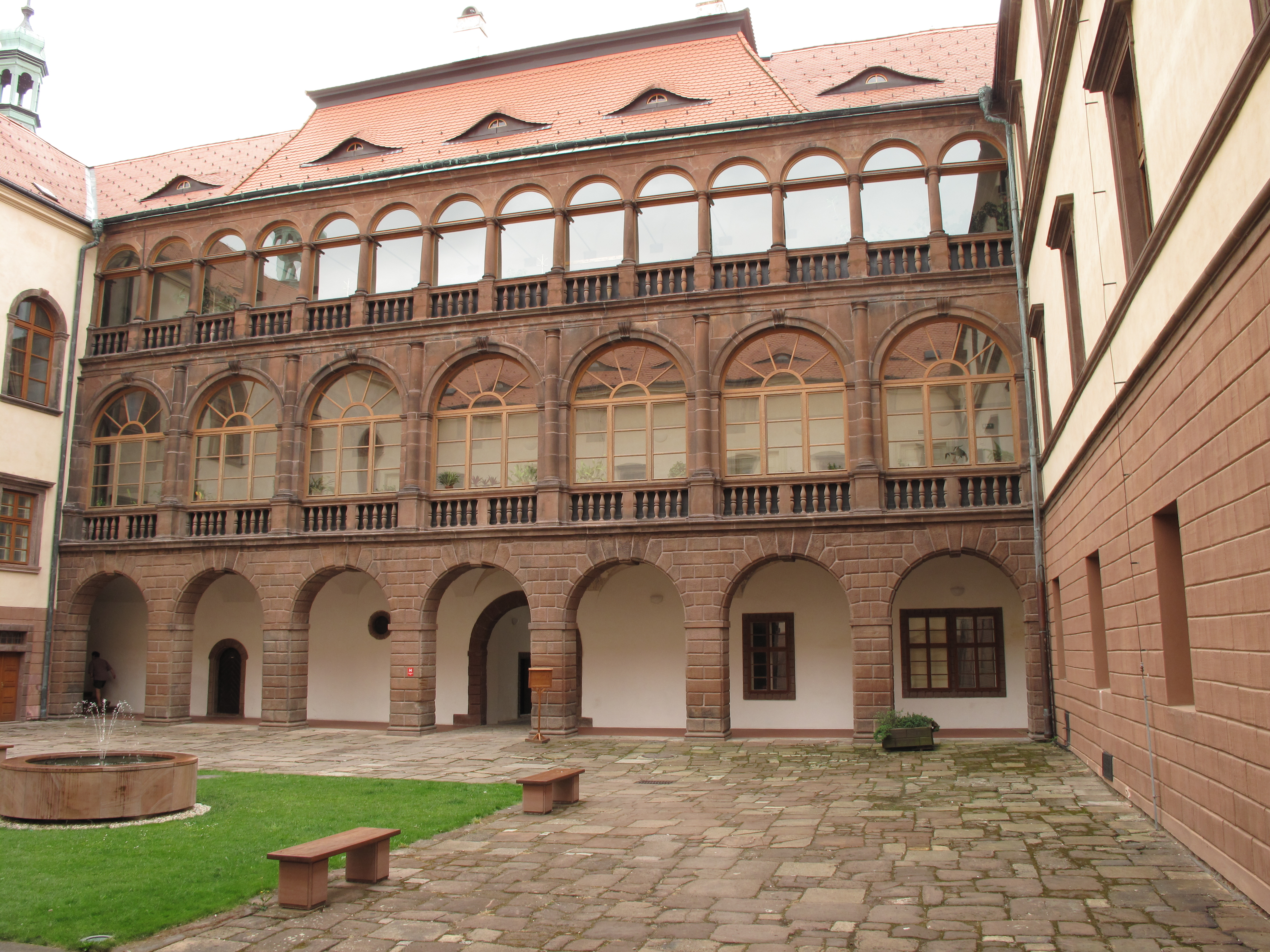
Nádvoří zámku

Kostelecký hrad byl založen ve 13. století nejspíše Přemyslem Otakarem II., byť mezi královskými hrady patřil k méně významným objektům. Někdy okolo roku 1325 jej král Jan Lucemburský vyměnil s Ješkem z Náchoda za Náchod. Nový držitel požadoval po hradních manech větší služby, než na jaké měl právo, a proto je král asi roku 1340 z Ješkovy pravomoci vyňal. Výměnu potvrdil i Karel IV. a roku 1348 také Jan Jindřich. Ješek roku 1359 hrad přenechal Karlovi IV. a přijal jej od něj jako léno. Ješkovým synům Hronovi, Ješkovi, Mikulášovi, Marešovi a Oldřichovi manské držení hradu potvrdil Karel IV. dne 22. února 1359.
Bratři spravovali majetek tvořený Kostelcem a jedenácti vesnicemi společně. Od roku 1366 je jako spolumajitel připomínán také Půta I. z Častolovic, který získal Ješkův nebo Hronův díl. Od roku 1408 se o hrad dělil Jan z Náchoda s Janem z Klučova. Roku 1415 pak hrad s vesnicí, dvěma poplužními dvory, trojicí popluží a vesnicemi prodali Janu Sekretářovi ze Smržova. Jan padl ve službách Zikmundovi v bitvě pod Vyšehradem. Z jeho synů hrad nakonec získal Jan ze Smržova a po něm jeho synové Jindřich a Všebor. Bratři se roku 1471 rozdělili o majetek, takže Jan dostal hrad se vsí Svrabov. Ostatní (vesnice Kostelec, Jevany, Vyžlovka, dvory Pěnčice a Budislavice a selský dvůr ve Voděradech) si ponechal Všebor, ale v roce 1475 všechno prodal bratrovi za 500 kop grošů. Jindřich zůstal kosteleckým pánem do roku 1492, kdy celé panství prodal za tisíc kop grošů Slavatovi z Chlumu a Košumberka.
Za účast na prvním stavovském povstání z roku 1547 Diviši Slavatovi († 1575) zkonfiskoval český král Ferdinand I. majetek.
Poté, co byl hrad v roce 1548 částečně zničen požárem, zasadil se král Ferdinand I. Habsburský o jeho přestavbu na renesanční zámek. Autory stavebního projektu přestavby byli architekti Hans Tirol a Ulrico Aostalli de Sala.
V roce 1558 přešel Černý Kostelec do vlastnictví Jaroslava Smiřického ze Smiřic (1513–1597), který zámek upravil na hlavní sídlo svého rodu a pokračoval v přestavbě zámku na reprezentativní zařízení. Smiřickým byl ovšem za účast na stavovském povstání proti císaři a kvůli evangelicko-luteránskému vyznání po bitvě na Bílé hoře roku 1621 zkonfiskován veškerý majetek císařem Ferdinandem II. Poté černokostelecké panství získal Albrecht z Valdštejna, který jej v roce 1623 prodal Karlovi I. z Lichtenštejna.
Za držby Lichtenštejnů byl zámek od roku 1759 vévodkyní Marií Terezií Savojsko-Lichtenštejnskou upraven v barokním stylu podle plánů tyrolského stavitele Josefa Jägera. Zámek se pak stal jejím sídlem, kde měla svůj dvůr.
Po zrušení vrchnostenského systému byla část zámku od roku 1850 sídlem okresního soudu a hostila úřady správy panství.
Po vzniku Československa v roce 1918 byl zámek i panství Černý Kostelec Lichtenštejnům vyvlastněn při pozemkové reformě a přešel do majetku státu. V současnosti na zámku sídlí Školní lesní podnik v Kostelci nad Černými lesy, který je vysokoškolským lesním statkem České zemědělské univerzity v Praze. Od června 2021 je zámek v letních měsících otevřen pro veřejnost.

## Stavební podoba
Podoba nejstarší stavební fáze hradu ze 13. století je neznámá, protože úpravy terénu při renesanční přestavbě znemožnily poznání rozsahu, stavební dispozice i vedení původního přístupu. Archeologický výzkum na zámeckém nádvoří z nejstaršího období odkryl pozůstatky dřevěné zástavby a nároží blíže neznámé kamenné budovy. Někdy během 14. nebo na začátku 15. století byl hrad přestavěn a získal podobu dvoupalácové dispozice. Nejstarší dochované architektonické detaily se nachází v suterénu severozápadního zámeckého křídla a pochází z období pozdní gotiky. Tehdy bylo opevnění hradního jádra zesíleno parkánem se čtveřicí okrouhlých věží v nárožích. Na jihovýchodní straně přibyla z obvodu parkánu mírně vystupující budova. Vstup do hradu zajistil mohutný barbakan, jehož zdivo se částečně dochovalo v oblouku zástavby předhradí. Na barbakan navazoval, též částečně dochovaný, trojprostorový objekt kuchyně. Rozměrný příkop a vnější val pochází z renesanční přestavby.

## Zámek ve filmu
Na zámku se natáčely následující filmy a seriály:
- Kriminálka Anděl, 7. epizoda 2. série Klášterní tajemství (2011, režie: Ivan Pokorný)[7]